# أرمتة
الأَرْمَتَة أو العطرية هو تفاعل كيميائي يتم فيه تكوين مركب عطري من مادة أولية غير عطرية واحدة، وتتحقق عن طريق إزالة الهيدروجين من المركبات الحلقية الموجودة، كما في تحويل الهكسان الحلقي إلى بنزين، والذي يتضمن تشكيل مركبات حلقية غير متجانسة.

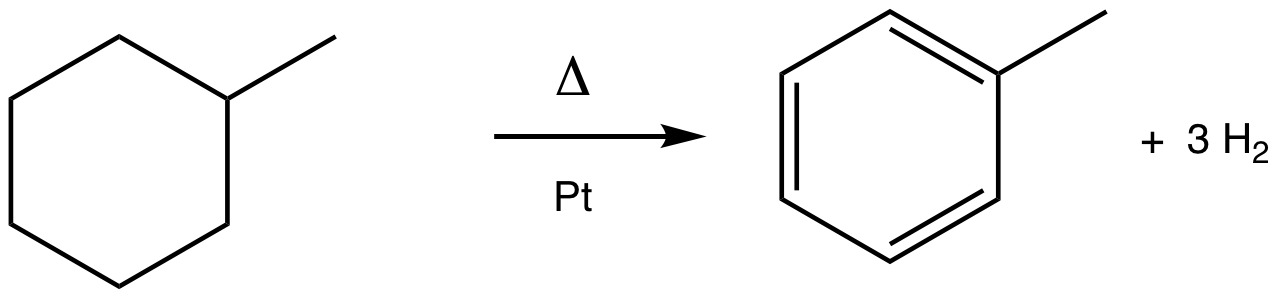
تحويل ميثيل حلقي الهكسان إلى تولوين - تفاعل أروماتي كلاسيكي - ويستخدم البلاتين (Pt) كمادة محفزة.